# Robert Milner Coerver
Robert Milner Coerver (Dallas, 6 giugno 1954) è un vescovo cattolico statunitense, dal 27 settembre 2016 vescovo di Lubbock.

## Biografia
Monsignor Robert Milner Coerver è nato a Dallas, nel Texas, il 6 giugno 1954.

### Formazione e ministero sacerdotale
Ha svolto gli studi filosofici presso il seminario "Santissima Trinità" e l'Università di Dallas e quelli teologici presso il Pontificio collegio americano del Nord, la Pontificia università "San Tommaso d'Aquino" e la Pontificia Università Gregoriana a Roma dove nel 1981 ha ottenuto la licenza in teologia spirituale. Nel 1990 ha ottenuto un master in counseling and guidance presso l'East Texas State University.
Il 27 giugno 1980 è stato ordinato presbitero per la diocesi di Dallas. In seguito è stato vicario parrocchiale della parrocchia di Santa Elisabetta d'Ungheria a Plano dal 1981 al 1982 e della parrocchia di Santa Elizabeth Ann Seton a Plano dal 1982 al 1985; direttore della formazione spirituale al seminario "Santissima Trinità" e della formazione dei diaconi permanenti dal 1985 al 1996; censor librorum diocesano dal 1989 al 2016; direttore diocesano per la formazione permanente del clero dal 1996 al 2004; parroco della parrocchia di Nostra Signora del Lago a Rockwall dal 2005 al 2010 e della parrocchia di Santa Rita a Dallas dal 2010 al 2016 e vicario foraneo del II decanato dal 2007 al 2010.
È stato anche membro del collegio dei consultori, membro del consiglio presbiterale dal 2007 e presidente dello stesso dall'anno successivo.
Nel 2004 è stato nominato cappellano di Sua Santità.

### Ministero episcopale
Il 27 settembre 2016 papa Francesco lo ha nominato vescovo di Lubbock. Ha ricevuto l'ordinazione episcopale il 21 novembre successivo nella cattedrale di Cristo Re a Lubbock dall'arcivescovo metropolita di San Antonio Gustavo Garcia-Siller, co-consacranti il vescovo emerito di Lubbock Plácido Rodríguez e il vescovo ausiliare di Dallas John Gregory Kelly. Durante la stessa celebrazione ha preso possesso della diocesi.
Oltre all'inglese, conosce l'italiano e lo spagnolo.

## Genealogia episcopale
La genealogia episcopale è:
- Cardinale Scipione Rebiba
- Cardinale Giulio Antonio Santori
- Cardinale Girolamo Bernerio, O.P.
- Arcivescovo Galeazzo Sanvitale
- Cardinale Ludovico Ludovisi
- Cardinale Luigi Caetani
- Cardinale Ulderico Carpegna
- Cardinale Paluzzo Paluzzi Altieri degli Albertoni
- Papa Benedetto XIII
- Papa Benedetto XIV
- Papa Clemente XIII
- Cardinale Giovanni Francesco Albani
- Cardinale Carlo Rezzonico
- Cardinale Antonio Dugnani
- Arcivescovo Jean-Charles de Coucy
- Cardinale Gustave-Maximilien-Juste de Croÿ-Solre
- Vescovo Charles-Auguste-Marie-Joseph Forbin-Janson
- Cardinale François-Auguste-Ferdinand Donnet
- Vescovo Charles-Emile Freppel
- Cardinale Louis-Henri-Joseph Luçon
- Cardinale Charles-Henri-Joseph Binet
- Cardinale Maurice Feltin
- Cardinale Jean-Marie Villot
- Cardinale Agostino Cacciavillan
- Cardinale Francis Eugene George, O.M.I.
- Arcivescovo Gustavo Garcia-Siller, M.Sp.S.
- Vescovo Robert Milner Coerver

## Araldica
| Stemma | Titolare                                 | Descrizione |
|        | Robert Milner Coerver Vescovo di Lubbock | Per il suo stemma personale, visualizzato nella parte destra del disegno e impalato con lo stemma della diocesi, il vescovo Coerver ha adottato elementi simbolici che riflettono la sua vita e il suo ministero, nonché la sua chiamata al pienezza del santo sacerdozio come vescovo di Lubbock. Lo stemma è composto da diversi elementi significativi. Primo fra tutti, la barra ondulata blu che taglia in diagonale la metà destra del blasone da sinistra a destra. Esso rappresenta chiaramente un fiume ed è tratto dallo stemma della diocesi di Dallas, dove il vescovo ha trascorso gran parte della sua vita e del suo ministero. Il fiume, che è di colore argento nello stemma della diocesi di Dallas, simboleggia il fiume Trinity che scorre attraverso il cuore della città. Nello stemma del vescovo il fiume è di colore blu in onore di Maria, patrona della prima parrocchia di cui è stato parroco. All'interno del fiume ci sono tre rose che rappresentano non solo la Santissima Trinità, ma anche Santa Rita, patrona della parrocchia della quale è stato parroco fino a quando è stato nominato vescovo. Nell'angolo in alto a destra dello stemma vi è un monogramma Chi-Rho rosso. Le lettere greche che sin dall'antichità rappresentano Cristo, è un simbolo usato dal vescovo come una carica significativa per la sua ordinazione sacerdotale. In basso a sinistra su un campo verde vi è una squadra da falegname d'oro. Essa rappresenta la lavorazione del legno, che appartiene all'eredità della famiglia da parte di suo padre. Il campo verde rappresenta le sue origini irlandesi per parte di madre. Come motto il vescovo Coerver ha adottato l'espressione latina "Suscipe Domine". Essa è tratta dall'ultima meditazione degli Esercizi spirituali di sant'Ignazio di Loyola e fa parte di quella che è conosciuta come la sua preghiera di oblazione personale. Lo stemma è completato con gli ornamenti esterni che consistono in una croce processionale d'oro in piedi dietro lo scudo, che porta il simbolo trinitario dei nodi rossi intrecciati e che qui simboleggia anche il seminario "Santissima Trinità" di Dallas, uno degli istituti di formazione del vescovo e nella cui facoltà ha operato per undici anni, e un galero con sei nappe, in tre file, su entrambi i lati dello scudo, tutto in verde. |